# Flavour N'abania
 (novembre 2019).
Chinedu Okoli, né le 23 novembre 1983, mieux connu sous son nom de scène Flavour N'abania ou tout simplement Flavour, est un chanteur, auteur - compositeur, multi-instrumentiste et interprète nigérian. 
Il a commencé sa carrière musicale en tant que batteur pour une église locale. Flavour est connu dans toute l'Afrique et dans le monde pour sa chanson à succès Nwa Baby (Ashawo Remix). 
En 2005, il a sorti son premier album N'abania et, en 2010, son deuxième album, Uplifted. 

## Biographie
Flavour est né dans l’État d'Enugu, au Nigeria. Sa famille est originaire d’Umunze (en). Il a commencé sa carrière musicale à l'âge de 13 ans en jouant de la batterie pour sa chorale d'église à Enugu. En 1999, il arrête de jouer de la batterie et commence à jouer au clavier. 

## Discographie

### Albums
- N'abania (2005).
- Uplifted (2010).
- Blessed (2012).
- Thankful (2014).
- Ijele - The Traveller (2017).
- Awele (2018).

### Singles
- 2011 : Adamma
- 2012 : Oyi Remix featuring Tiwa Savage Uplifted
- 2012 : Kwarikwa featuring Fally Ipupa
- 2012 : Baby oku
- 2012 : Shake Blessed
- 2013 : Chinny Baby
- 2013 : Ada Ada
- 2014 : Ikwokrikwo
- 2014 : Black is Beautiful
- 2014 : Wake up featuring Wande Coal
- 2014 : Gollibe
- 2015 : Ololufe (featuring Chidinma Thankful).
- 2015 : Sexy Rosey featuring P-Square
- 2016 : Champion
- 2016 : Dance
- 2018 : Crazy Love featuring Yemi Alade
- 2018 : Awele featuring umu obiligb